# Список объектов всемирного наследия ЮНЕСКО в Таджикистане
В списке объектов всемирного наследия ЮНЕСКО в Таджикистане значатся 2 наименования (на 2015 год), что составляет 0,2 % от общего числа (1248 на 2025 год).
В список включены 2 объекта: 1 — по культурному и 1 — по природному критериям, соответственно. Кроме этого, по состоянию на 2015 год, 16 объектов на территории государства находятся в числе кандидатов на включение в список всемирного наследия. Из них, 11 — по культурным критериям, 5 — по природным.
Первый объект на территории Таджикистана был занесён в список в 2010 году на 34-й сессии Комитета всемирного наследия ЮНЕСКО в Бразилии.

## Списки
В таблице объекты расположены в порядке их добавления в список.
| # | Изображение | Название                                                                            | Местоположение                        | Время создания        | Год внесения в список | №      | Критерии  |
| - | ----------- | ----------------------------------------------------------------------------------- | ------------------------------------- | --------------------- | --------------------- | ------ | --------- |
| 1 |             | Саразм                                                                              | Согдийская область                    | IV - II века до н. э. | 2010                  | № 1141 | ii, iii   |
| 2 |             | Таджикский национальный парк (Памирские горы) Боғи миллӣи Тоҷикистон (Кӯҳҳои Помир) | Горно-Бадахшанская автономная область | 1992                  | 2013                  | № 1252 | vii, viii |

## Кандидаты
В данной таблице расположены кандидаты в список всемирного наследия ЮНЕСКО.
| #  | Изображение | Название                                                              | Местоположение                                                             | Время создания | Год внесения в список | №      |
| -- | ----------- | --------------------------------------------------------------------- | -------------------------------------------------------------------------- | -------------- | --------------------- | ------ |
| 1  |             | Мавзолей Амир Хамза Хазрати Подшох Мақбараи Амир Ҳамза Ҳазрати Подшоҳ | Согдийская область                                                         | неизвестно     | 1999                  | № 1378 |
| 2  |             | Древний город Тахти Сангин Маскани Тахти Сангин                       | Хатлонская область                                                         | III-IV века    | 1999                  | № 1379 |
| 3  |             | Древний город Байтудашта IV Шаҳри қадимии Бойтудашти IV               | Хатлонская область                                                         | VI-IV века     | 1999                  | № 1380 |
| 4  |             | Мавзолей Ходжа Машхад Мақбараи Хоҷа Машҳад                            | Хатлонская область                                                         | XI-XII века    | 1999                  | № 1381 |
| 5  |             | Буддийский монастырь Аджина-тепа Дайри буддоии Аҷина-Тепа             | Хатлонская область                                                         | VI—VIII века   | 1999                  | № 1382 |
| 6  |             | Дворец правителя города Хулбук Қасри ҳокими Хулбук                    | Хатлонская область                                                         | IX-XII века    | 1999                  | № 1383 |
| 7  |             | Мавозолей Ходжа Нашрона Мақбараи Хоҷа Нақшрон                         | Турсунзадевский район                                                      | XI-XII века    | 1999                  | № 1384 |
| 8  |             | Древний город Пенджикент Шаҳри Панҷакенти қадим                       | Согдийская область                                                         | V-VIII века    | 1999                  | № 1385 |
| 9  |             | Мавзолей Мухаммада Башоро Мақбараи Муҳаммад Башоро                    | Согдийская область                                                         | XI-XII века    | 1999                  | № 1386 |
| 10 |             | Древний город Шахристан (Кахкаха) Шаҳри Шаҳристони қадим (Қаҳқаҳа)    | Согдийская область                                                         | VI-IX века     | 1999                  | № 1387 |
| 11 |             | Фанские горы Кӯҳҳои Фон                                               | Согдийская область                                                         | неизвестно     | 2006                  | № 2107 |
| 12 |             | Заповедник Тигровая балка Мамнуъгоҳи бешаи палангон (Тигровая балка)  | Хатлонская область                                                         | 1938           | 2006                  | № 2108 |
| 13 |             | Заказник Кусавлисай Мамнуъгоҳи Кусавлисай                             | Согдийская область                                                         | 1959           | 2006                  | № 2109 |
| 14 |             | Государственный заповедник Дашти Джум Мамнуъгоҳи Даштиҷум             | Хатлонская область                                                         | 1983           | 2006                  | № 2110 |
| 15 |             | Государственный заповедник «Зоркуль» Мамнуъгоҳи Зоркӯл                | Горно-Бадахшанская автономная область                                      | 2000           | 2006                  | № 2111 |
| 16 |             | Памятники Шёлкового пути в Таджикистане Ёдгориҳои Роҳи бузурги ипак   | Районы республиканского подчинения и все области, кроме Горно-Бадахшанской | —              | 2013                  | № 5790 |

## Расположение объектов по регионам страны
| Регион                               | Объекты | Кандидаты |
| ------------------------------------ | ------- | --------- |
| Согдийский вилоят                    | 1       | 8         |
| Хатлонский вилоят                    | 0       | 6         |
| Горно-Бадахшанский автономный вилоят | 1       | 0         |
| Нохии республиканского подчинения    | 0       | 2         |